# 三角齿马先蒿猫眼草亚种
三角齿马先蒿猫眼草亚种（学名：Pedicularis triangularidens sp. chrysosplenioides）为玄参科马先蒿属下的一个亚种。